# Lithotelestidae
Lithotelestidae Bayer & Muzik, 1977 è una famiglia di octocoralli dell'ordine Helioporacea.

## Descrizione
Sono coralli ermatipici che costruiscono robuste strutture scheletriche di aragonite cristallina.
I polipi possono retrarsi interamente all'interno di un esoscheletro a forma di calice (corallite). Le colonie hanno una crescita stolonifera, con stoloni e coralliti cementati dall'aragonite.

## Tassonomia
La famiglia comprende i seguenti generi e specie:
- Epiphaxum Lonsdale, 1850 (sin.: Lithotelesto Bayer & Muzik, 1977)
  - Epiphaxum breve Bayer, 1992
  - Epiphaxum micropora (Bayer & Muzik, 1977)
  - Epiphaxum septifer Bayer, 1992

- Nanipora Miyazaki & Reimer, 2015
  - Nanipora kamurai Miyazaki & Reimer, 2015

## Distribuzione e habitat
Delle tre specie viventi del genere Epiphaxum, due vivono nei Caraibi e una nell'oceano Indiano occidentale (Madagascar).
L'areale di Nanipora kamurai è ristretto alle acque dell'isola di Zamami (prefettura di Okinawa, Giappone).
Il loro habitat sono le barriere coralline tropicali di acque basse.